# Jonas Johansen
Jonas Johansen (Tromsø, 22 marzo 1985) è un ex calciatore norvegese, di ruolo difensore.

## Biografia
È il figlio di Trond Johansen.

## Carriera

### Club

#### Gli inizi al Tromsø
Johansen ha iniziato la carriera con la maglia del Tromsø. Ha esordito in squadra, in 1. divisjon, in data 14 aprile 2002: ha sostituito infatti Roar Christensen nel successo casalingo per 4-0 contro il Sandefjord. Il 30 giugno 2002 ha segnato il primo gol, fissando il punteggio sul definitivo 5-1 per la sua squadra contro l'Haugesund. Il Tromsø ha raggiunto la promozione alla fine della stagione. Il 12 maggio 2003 ha debuttato nell'Eliteserien, nella sconfitta per 3-2 sul campo del Lillestrøm. Il 1º giugno 2003 ha segnato il primo gol nella massima divisione, nella sconfitta per 6-1 contro il Bryne.
Nel 2005, è passato in prestito all'Alta, in 1. divisjon. Ha giocato il primo incontro con questa maglia il 10 luglio, venendo impiegato da titolare nella sconfitta per 4-0 in casa del Løv-Ham. Il 10 agosto è andato a segno nel pareggio per 1-1 contro l'Hønefoss.

#### Haugesund
Rientrato al Tromsø, è stato poi ceduto a titolo definitivo all'Haugesund nell'estate successiva. Ha esordito con questa casacca il 2 luglio, nella vittoria per 0-2 sullo Hødd, partita nella quale è andato anche a segno con una doppietta. L'Haugesund ha chiuso la stagione al 9º posto, mentre l'annata successivo il rendimento è migliorato di una posizione. Johansen ha disputato 46 partite in squadra, mettendo a referto 13 marcature.

#### Kongsvinger
Nel 2008 è passato al Kongsvinger. Ha debuttato il 6 aprile, nella sconfitta per 1-3 contro l'Alta. La prima marcatura è arrivata il 20 aprile, nel pareggio per 1-1 contro l'Hødd. La sua squadra ha chiuso la prima stagione al 13º posto in classifica, 5 punti sopra la zona retrocessione. Nel 2009, il Kongsvinger ha terminato l'annata raggiungendo un posto valido per le qualificazioni all'Eliteserien, al termine delle quali ha raggiunto la promozione in Eliteserien. Complessivamente, con questa maglia, Johansen ha totalizzato 62 presenze e 9 reti.

#### Tromsdalen
Nel 2010, si è trasferito al Tromsdalen. Ha vestito per la prima volta la maglia della squadra nel pareggio per 2-2 sul campo dello Strømmen. La settimana seguente, ha segnato una rete nel 2-0 inflitto al Løv-Ham. Il suo Tromsdalen è retrocesso in 2. divisjon al termine del campionato. Nel 2011, la squadra si è riguadagnata la promozione, per retrocedere nuovamente al termine della stagione 2012. Johansen è rimasto in forza al Tromsdalen anche nel campionato 2013, chiusosi con un'altra promozione.

#### Il ritorno al Tromsø
Il 31 marzo 2014, ha fatto ufficialmente ritorno al Tromsø. Il 3 luglio successivo ha avuto modo di debuttare nell'Europa League, venendo schierato titolare nel corso dell'andata del primo turno di qualificazione, sfida vinta per 0-7 in casa degli estoni del Santos Tartu. A fine stagione, il Tromsø si è guadagnato la promozione in Eliteserien. Il 14 ottobre 2015, ha rinnovato il contratto che lo legava al club per altre due stagioni.
Il 13 dicembre 2017 ha reso noto il suo addio al calcio professionistico, a causa degli infortuni che lo avevano tormentato negli ultimi due anni.

### Nazionale
Johansen non ha mai giocato per la Nazionale maggiore norvegese, ma ha partecipato e vinto la Coppa del mondo VIVA 2006 con la Selezione dei Sami. Ha giocato per le Nazionali Under-16, Under-17, Under-18 e Under-19 norvegesi.

## Statistiche

### Presenze e reti nei club
Statistiche aggiornate al 30 novembre 2017.
| Stagione           | Club               | Campionato         | Campionato | Campionato | Coppe nazionali | Coppe nazionali | Coppe nazionali | Coppe continentali | Coppe continentali | Coppe continentali | Supercoppe | Supercoppe | Supercoppe | Totale | Totale |
| Stagione           | Club               | Comp               | Pres       | Reti       | Comp            | Pres            | Reti            | Comp               | Pres               | Reti               | Comp       | Pres       | Reti       | Pres   | Reti   |
| ------------------ | ------------------ | ------------------ | ---------- | ---------- | --------------- | --------------- | --------------- | ------------------ | ------------------ | ------------------ | ---------- | ---------- | ---------- | ------ | ------ |
| 2002               | Tromsø             | 1D                 | 8          | 1          | CN              | 2               | 0               | -                  | -                  | -                  | -          | -          | -          | 10     | 1      |
| 2003               | Tromsø             | ES                 | 7          | 1          | CN              | 4               | 0               | -                  | -                  | -                  | -          | -          | -          | 11     | 1      |
| 2004               | Tromsø             | ES                 | 13         | 0          | CN              | 4               | 0               | -                  | -                  | -                  | -          | -          | -          | 17     | 0      |
| gen.-lug. 2005     | Tromsø             | ES                 | 10         | 0          | CN              | 3               | 1               | -                  | -                  | -                  | -          | -          | -          | 13     | 1      |
| lug.-dic. 2005     | Alta               | 1D                 | 15         | 2          | CN              | -               | -               | -                  | -                  | -                  | -          | -          | -          | 15     | 2      |
| gen.-lug. 2006     | Tromsø             | ES                 | 2          | 0          | CN              | 1               | 0               | -                  | -                  | -                  | -          | -          | -          | 3      | 0      |
| lug.-dic. 2006     | Haugesund          | 1D                 | 15         | 7          | CN              | 1               | 0               | -                  | -                  | -                  | -          | -          | -          | 16     | 7      |
| 2007               | Haugesund          | 1D                 | 25         | 3          | CN              | 5               | 3               | -                  | -                  | -                  | -          | -          | -          | 30     | 6      |
| Totale Haugesund   | Totale Haugesund   | Totale Haugesund   | 40         | 10         |                 | 6               | 3               |                    | -                  | -                  |            | -          | -          | 46     | 13     |
| 2008               | Kongsvinger        | 1D                 | 27         | 4          | CN              | 3               | 1               | -                  | -                  | -                  | -          | -          | -          | 30     | 5      |
| 2009               | Kongsvinger        | 1D                 | 26+3       | 3+0        | CN              | 3               | 1               | -                  | -                  | -                  | -          | -          | -          | 32     | 4      |
| Totale Kongsvinger | Totale Kongsvinger | Totale Kongsvinger | 53+3       | 7+0        |                 | 6               | 2               |                    | -                  | -                  |            | -          | -          | 62     | 9      |
| 2010               | Tromsdalen         | 1D                 | 25         | 4          | CN              | 3               | 1               | -                  | -                  | -                  | -          | -          | -          | 28     | 5      |
| 2011               | Tromsdalen         | 2D                 | ?          | ?          | CN              | ?               | ?               | -                  | -                  | -                  | -          | -          | -          | ?      | ?      |
| 2012               | Tromsdalen         | 1D                 | 26         | 9          | CN              | 2               | 2               | -                  | -                  | -                  | -          | -          | -          | 28     | 11     |
| 2013               | Tromsdalen         | 2D                 | 11         | 4          | CN              | 0               | 0               | -                  | -                  | -                  | -          | -          | -          | 11     | 4      |
| Totale Tromsdalen  | Totale Tromsdalen  | Totale Tromsdalen  | 62+        | 17+        |                 | 5+              | 3+              |                    | -                  | -                  |            | -          | -          | 67+    | 20+    |
| 2014               | Tromsø             | 1D                 | 25         | 11         | CN              | 3               | 0               | UEL                | 3                  | 1                  | -          | -          | -          | 31     | 12     |
| 2015               | Tromsø             | ES                 | 18         | 1          | CN              | 2               | 0               | -                  | -                  | -                  | -          | -          | -          | 20     | 1      |
| 2016               | Tromsø             | ES                 | 14         | 0          | CN              | 3               | 0               | -                  | -                  | -                  | -          | -          | -          | 17     | 0      |
| 2017               | Tromsø             | ES                 | 2          | 0          | CN              | 2               | 0               | -                  | -                  | -                  | -          | -          | -          | 4      | 0      |
| Totale Tromsø      | Totale Tromsø      | Totale Tromsø      | 100        | 14         |                 | 24              | 1               |                    | 3                  | 1                  |            | -          | -          | 126    | 16     |
| Totale             | Totale             | Totale             | ?          | ?          |                 | ?               | ?               |                    | ?                  | ?                  |            | -          | -          | ?      | ?      |